# بوکابانیا
بوکابانیا (به لاتین: Bukabania) یک منطقهٔ مسکونی در بنگلادش است که در ناحیه برگونه واقع شده‌است.